# Mil Mi-34
Mil Mi-34 (NATO oznaka: Hermit) je lahki enomotorni  večnamenski helikopter z batnim (zvezdastim) motorjem. Uporablja se za šolanje pilotov in lahke helikopterske prevoze. Prvič je poletel 17. novembra 1986, javnosti so ga prestavili leta 1987 na Paris Air Show. Proizvodnja se je začela leta 1993 in še vedno traja. Helikopter lahko izvaja nekatere aerobatske manevre kot npr. luping.

## Tehnične specifikacije (Mil Mi-34)
Podatki iz Jane's All The World's Aircraft 2003–2004
Splošne karakteristike
- Posadka: 1 ali 2 pilota
- Število sedežev: 2 potnika (skupaj 4)
- Dolžina: 11,415 m (37 ft 5½ in)
- Premer rotorja: 10,00 m (32 ft 9¾ in)
- Višina: 2,75 m (9 ft 0¼ in)
- Površina rotorjev: 78,70 m² (847,1 ft²)
- Teža praznega letala: 950 kg (2094 lb)
- Maks. vzletna teža: 1450 kg (3196 lb)
- Pogon letala: 1 ×  9-valjni zračno hlajeni radialni motor Vedeneyev M-14V-26V, 239 kW (320 KM)

 Zmogljivost 
- Maks. hitrost: 210 km/h (113 vozlov, 130 mph)
- Potovalna hitrost: 170 km/h (92 vozlov, 106 mph)
- Doseg: 356 km (192 nmi, 221 miles)
- Višina leta: 4000 m (13120 ft)